# Szarvas
Szarvas é uma cidade da Hungria, situada no condado de Békés. Tem 161,57 km² de área e sua população em 2019 foi estimada em 15.565 habitantes.